# Община
Община (від рос. община, общий, «спільнота, спільний»; аналог лат. communa або укр. громада) — колективна сільська громада в Московії та Росії, на противагу хуторам.
Община є формою соціальної самоорганізації в докласовому суспільстві, універсальним інститутом, а пізніше, одночасно, ще й замкнутою становою одиницею.

## Історіографія
- Перша первісна форма общини (або громада як група людей об'єднана спільністю становища, інтересів і т.ін.; як об'єднання людей, що ставлять перед собою певні спільні завдання; організація) характеризується колективною працею і споживанням,
- пізніша форма — сусідська форма общини, поєднує індивідуальне і общинне землеволодіння (що суть те саме, що різні ступені колективної власності).

У первісному співіснуванні людей у доісторичні часи первісна община є універсальним інститутом, є носієм сукупності суспільних функцій, визначає усю систему відносин у суспільстві. Така первісна община є кровноспорідненою, ґрунтується на переконанні про її походження від одного, часто міфічного предка. Для первісної общини є характерним колективна праця і колективне споживання.
Більш пізньою формою общини, більш пізньою формою самоврядування, — є сусідська община, — вона вже містить як індивідуальне, так і колективне володіння; поділяється на кілька підвидів: азійська (спільна власність на землю), антична (членство в ній є передумовою можливості одержання землі, хоча сам землевласник володіє нею на праві приватної власності), кастова, кочова, територіальна (Марка (община), давньоруська верв. Сусідська община називалась на півдні «верв», а на півночі і північному сході — «мир».
Німецький юрист і політик Георг Людвіг фон Маурер (1790—1872) у XIX столітті став автором так званої общинної теорії (або маркової теорії) по історії аграрних відносин і общини в Німеччині, відповідно до якої територіальна община-(марка) є початковим пунктом аграрної еволюції і всього суспільного ладу західноєвропейського Середньовіччя. Таким чином він відійшов «від поширеної в буржуазної історіографії теорії про споконвічність приватної власності на землю і на основі документів довів, що у німців у давнину панувала громадська власність на землю та колективна її обробка», а зібрані ним докази існування громади-марки послужили матеріалом для обгрунтування Карлом Марксом і Ф.Енгельсом їх поглядів на так званий в марксистській системі поглядів «первісно-общинний лад». Общинна теорія отримала поширення в історичній російській "медієвістиці" в 70-90-х роках і стала панівною. Згодом, з кінця 90-х років марксисти-історики відкинули її, оскільки подальшою розробкою цієї теорії було обґрунтування положення про те, що суспільному устрою, заснованому на приватній земельній власності, передував лад, заснований на колективній обробці землі та на колективній власності на землю; стверджувалась споконвічність відносин приватної власності. Історики-марксисти назвали це реакціоністським напрямком, і виділяли те, що слабкими сторонами общинної теорії були: «розгляд аграрної історії феодальної епохи як процесу, позбавленого соціальних антагонізмів; недооцінка ролі насильства та переоцінка ролі правових інститутів в історії; уявлення про громаду як постійний інститут». Подальшою розробкою цієї теорії у марксистській системі поглядів є «первісно-общинний лад».

### Общини з розвитком феодальної системи господарства
В історичних джерелах общини відомі під назвами "верв", "мир", рідше "люди", "село". Починаючи від X–XI століть існували паралельно залежними від замків князівських сіл (общини князівських сіл) та залежні посадські общини давньоруських міст. «Мир» у Росії XIII — початку XX століть це назва сільської громади; в Україні — те саме, що копа, громада; іноді у значенні — народ.
За раннього середньовіччя основною формою незалежної громади на українських землях виступала верв (давньоруська сільська община). Найдавнішими письмовими свідченнями існування громади є ті, які знаходяться в "Руській Правді". Відомості про верв здебільшого містяться у двох слов'янських пам'ятках стародавнього права — "Руській правді" та Полицькому статуті (на них переважно ґрунтується історіографія питання про верв).
Протягом VI–IX століть на українських землях виділяються три стадіальні види громад:
 — великосімейна громада складалась із великих патріархальних сімей, які оселялися на незначній відстані одна від одної і зберігали родинну єдність;
 — територіально-великосімейна громада об'єднувала різнотипні сім'ї — переважно патріархальні, а також невеликі нерозділені та моногамні, які були розосереджені по територіальні громади на значній відстані і стосунки між якими визначались не лише родинними зв'язками, а й необхідністю проживання на спільній території (сусідські, територіальні зв'язки);
 — територіальна громада складалася здебільшого з невеликих нерозділених і моногамних і частково з великих патріархальних сімей, які всі разом проживали на одній території і підтримували сусідські стосунки.

### Общини як певна кількість сільських громад під владою князя або призначуваного князем "волостителя" у XI–XIII століттях
В XI–XIII століттях община набула поширення у вигляді адміністративно-територіальних одиниць, що об'єднувала певну кількість вільних сільських громад під владою призначуваного князем волостителя.
Починаючи від X–XI століть громади існували паралельно залежними від замків князівських сіл (общини князівських сіл) та залежні посадські общини давньоруських міст.
Волості у давньоруському праві — це будь-яка територія, підпорядкована владі однієї особи, часто — синонім князівства.
Розпад волосного устрою самоврядних сільських громад тривав на українських землях Великого князівства Литовського до середини XVI століття.

### Общини як одне велике село або громади-волості у XIV–XVI століттях
У XIV–XVI століттях важливою формою громади в Україні були громади-волості, які складалися як з окремих великих дворищ, у кожному з яких мешкала широка нерозділена сім'я, так і з їхніх об'єднань — селищ і сіл-громад, що сформувались у старих поселеннях волості. Цей теоретичний аспект щодо общин, котрі селища, є не зовсім зрозумілим. Адже, селищами є: і укріплені городище, а також неукріплена частина поселення, яка примикала до укріпленого поселення — до городища. городище — це огороджене частоколом місто, селище, яке було укріпленим пунктом. Часто до городищ примикала неукріплена частина поселення — селище.
Вважають, що у XV — XVI століттях сільська громада Галичини ще зберігала сліди тієї, яку відбиває "Руська Правда", що проявлялося в окремих її функціях, назвах виборних осіб і т.д. В приклади самої організації сільських громад XV — XVI наводять те, що окрему громаду на українських землях утворювало одне велике село, або ж, особливо на східних землях, волость (волосні общини). Таким чином, виводять два типи організації сільських громад. До складу громад входили королівські селяни, поміщицькі селяни, монастирські чи церковні селяни, крім того — вільні поселенці, або й міщани, які не користувалися Маґдебурзьким правом, і засади громадського самоврядування спершу не були такими регламентованими, як у наступні століття при занепаді громад. Назви сільських старшин упродовж у XV — XVI століттях на різних територіях України були різними: "старець", "десятник", "соцький", "тивун", "отаман", "князь", "солтис" тощо. В Галичині в цей період на чолі громади в селах на руськім праві стояли "тивуни" та "отамани", на волоському — "князі" й "крайники" ("князь" очолював громаду села, "крайник" був на чолі адміністрації "країни"), на німецькім магдебурськім — "солтиси".
Крім виборних осіб, важливу роль у громаді відігравали окремі її члени, названі в документах "мужами", "людьми", "лучші мужі", "градські старці". У пізніший період важко до кінця визначити їх роль в громаді, проте відомо, що вони як носії народних знань і давніх звичаїв брали участь у громадських сходах, у розгляді найважливіших спірних питань, їхній голос бував вирішальним при виборі місцевих урядових осіб, а також у судових процесах, якими були збори общини. У зв'язку з стосунком до судових процесів інколи їх називали ще "копними суддями". "Копний суд" — громадський суд, громадський (общинний) інститут, в Галичині мав назву "зборовий". Цей суд був сходкою жителів сільського поселення. У XVI столітті в Україні вже оформилася нова судова система, копні суди не відійшли в історію і попри звуження їхньої компетенції продовжували діяти.
Соціальну структуру і господарський побут громади визначав основний чинник — земельна власність.
Наприкінці XVIII століття на українських землях Російської імперії волость є дрібною адміністративно-територіальною одиницею, складовою частиною повіту, через яку здійснювали управління державними селянами та удільними селянами.

### Регламентація сільських общин (миру) у дореволюційній Російській імперії
Щоб змінити «традиційну форму російського сільського господарства — общинну форму землеробства», розв'язати проблеми, породжені попередньою реформою 1861 року: неефективне общинне землеволодіння, несумісне з інтенсивною системою землеробства, малоземелля (виключало використання основної на той час трипільної системи землеробства), черезсмужжя, дальноземелля, вузькоземелля, довгоземелля та численні земельні сервітути, які перешкоджали ефективному використанню землі (наприклад сервітути випасання худоби по парі та стерні), завеликий обсяг громадських пасовищ (використовувалися менш ефективно, ніж приватні) тощо П.А. Столипін запропонував і підготував указ, що був затверджений царем і став законом 14 (27) червня 1910 року, який містив основні положення аграрної реформи. Голова Ради Міністрів вважав, що ліквідація поміщицького землеволодіння призведе до втрати виробниками товарного хліба, а згодом знову постане проблема малоземельності. Тому він запропонував зруйнувати так звану «мирську селянську общину», сприяти виходу з общини, заохотити купівлю та оренду земель селянами, заохотити переселення та застосувати інші заходи, перерозподіливши селянські землі на користь заможних селян (фермерів), які мали стати опорою режиму і одночасно виробниками товарного хліба. П.А.Столипін видав новий виборчий закон, який давав у Думі перевагу упривілейованим станам (українці в ній були дуже слабо представлені). Реформи Столипіна скасовували «систему общини» як додатка до колишньої помісної системи, тим, що регламентували її, конвенційно прикріпивши їй назву і оформивши цю "етикетку" та адміністративно розділяючи землі як «хутірські» (ділянки із садибою) та «відрубні» (без садиби) ділянки, а також адміністративним розділом загальних угідь, підкреслюючи приватну власність на землю та будівлі, приєднані до індивідуального володіння, таким чином, щоб фермери стали більш консервативно орієнтованими і менш політично радикальними. Община отримала адміністративну назву. «Община (система миру)», історичне — «у дореволюційній пореформенній Росії 1860-1910-их років адміністративне об'єднання селян з примусовим землеволодінням і круговою порукою». Община — це громада зі своїм мирським самоврядуванням. Особливу роль завдяки общиному землеволодінню община відігравала у політичній та суспільно-економічній історії мирян дореволюційної Росії. Таким чином, земля надавалася в розпорядження мирянам в сільській общині для розподілу між окремим дворами, які тривалий час користувалися своїми наділами без права власності на них. Спільна відповідальність за зобов'язаннями общини та її членів існувала як кругова порука. Сільська община (миру) мала чіткі кордони своїх земель. Територією сільської общини були землі загального користування, ділянки індивідуального користування дворогосподарств і цілина, як резерв розширення селянських господарств. Ділянки передавалися у спадок. В цілому окремі селянські господарства і общини претендували тільки на ті землі, до яких члени общини або їх предки доклали свою працю, тобто право володіння доводилося першочерговістю підняття цілини (так зване трудове право). Найвищим правом сільської общини було повернення до спільного володіння ділянок, які залишилися без господаря, полягало в першочерговості придбання ділянок та в регулюванні общинного землекористування дворогосподарств. На основі звичаєвого права існувало общинне судочинство. Тобто община була замкнутою становою одиницею. Після селянської реформи в Росії 1861 року община стала нижчою ланкою адміністративного управління в селі. Значення общини як соціального інституту було законодавчо оформлено у вигляді Загального Положення 19 лютого 1861 року про селян, які вийшли з кріпосної залежності в 1861 році. В ході столипінської аграрної реформи 1906 року общинне землеволодіння змінювалося на приватне селянське. Індивідуальне землеволодіння називалося "поземельне володіння" або одноосібним господарством. Йому протистояло "общинне землеволодіння". Обидві форми землеволодіння — це дві форми колективної власності. Цей інститут був повністю знищений аграрними реформами Столипіна (1906-1914) та російською революцією, а потім колективізацією в Радянського Союзу. Російські філософи XIX століття надавали великого значення общині як унікальному явищу, що відрізняє Росію від інших країн. Наприклад, Олександр Герцен оспівував його як форму докапіталістичного інституту як початок майбутнього соціалістичного суспільства. Його опонент — слов'янофіл Олексій Хом'яков вважав «общину» символом духовної єдності та внутрішньої співпраці російського суспільства і розвинув це у витончену «філософію «общини».

### Общини в підконтрольній царській Росії частині України
Сільські общини в Україні — це копний суд, згодом громада, що існувала переважно у вигляді судово-адміністративного інституту і мала значні відмінності від російської общини. Громада в Україні та Білорусі — поземельне селянське об'єднання, а також збори членів цього об'єднання. Після селянської реформи в Російській імперії (1861) на Україну було поширено органи сільського самоуправління, утворені в результаті російських реформ 1860—70-х років і засновані на принципах общин. Проте, ці реформи успіху не мали, і вже 1889 року було запроваджено інститут земських дільничних начальників (замість колишніх виборних мирових суддів). Під їхній контроль було поставлено органи сільського та волосного самоуправління і волосні суди. Загалом у Російській імперії сільська община миру припинила своє існування після 1917 року.

### В радянський період
В радянський період в марксистській системі поглядів общини є самостійними спільнотами в рамках централізованого керівництва та планування, що знаходяться під захистом конституції, а права та обов'язки общини визначаються конституціями відповідних країн, іншими державними законами та статутами, що приймаються самою общиною. В радянських рамках інтерпретації, общини у більшості країн що розвиваються (Азії, Африки та Латинської Америки), і досі — живий, активно діючий інститут, органічна частина їх суспільної системи.

#### У радянській історіографії
У радянській історіографії висловлюються різні точки зору на співвідношення общини та роду. Згідно з однією з них, рід — основна структурна одиниця первісного суспільства; на ранніх етапах розвитку община та рід збігалися. Поділ общини як виробничі осередки та роду як екзогамного колективу кревних родичів відбувся пізніше — при переході до патріархально-родових відносин. За уявленнями прихильників іншої точки зору, община як виробничий і сімейно-побутовий колектив є основним і вихідним соціальним організмом. Роди, фратрії, племена та ін. установи, що оформляли "первіснообщинний лад" (термін в марксистській теорії), вторинні та похідні. Названі точки зору по-різному оцінюють взаємодію економічних та природних, кровноспоріднених відносин у первісному суспільстві, проте обидві вони виходять із визнання природно виниклої спільності як панівної та всеосяжної соціальної форми, як необхідної та неминучої передумови присвоєння на цій стадії суспільного розвитку.
У радянській історіографії загальноприйнято виділення двох основних типів общини — первісної, кровноспорідненої та сусідської, територіальної, що відповідає двом принципово різним соціально-економічним типам суспільства — докласовій та класовій докапіталістичній формації. Одним із варіантів сусідської общини була російська середньовічна община. Відносне багатоземелля не вимагало введення таких численних сервітутів, що обмежували індивідуальне землекористування селянських сімей, як це було у німецькій марці, оскільки цьому сприяли невеликі розміри поселень, натомість у галузі самоврядування община-волость мала набагато більші права. Общини займались вирішенням розподілу общинних земель та регулюванням їх використання, розкладкою «тягла», обранням сільської влади (старост, а згодом волосних старшин), збором коштів на мирські витрати, організацією взаємодопомоги, рішеннями цивільних та дрібних кримінальних справ, тому община була територіально-адміністративно ячійкою, частиною державного організму. Виборна волосна влада виступала одночасно і представниками державної адміністрації в її низовій ланці. Протягом XVI-XVIII століть в общині стає нормою проведення зрівняльних переділів землі. Замість певної ділянки, що у постійному розпорядженні, селянська сім'я отримує певну частку (яка змінюється за розміром і місцезнаходженням) у загальному землекористуванні общини. Усе це посилювало фінансово-адміністративного права общини як колективу щодо її членів. Вихід з громади ставав все більш складним. Особливістю російської громади була її стабілізація та зміцнення в період пізнього феодалізму.
Після Селянської реформи 1861 року в Російській імперії община та її виборні органи стали (як і були) нижчою ланкою адміністративного управління в селі на всіх категоріях земель. Положення общини як соціального інституту було законодавчо оформлено. З введенням земських дільничних начальників (1889) було посилено бюрократичний контроль над общинним самоврядуванням.
Із середини XIX століття питання сутності общини та її роль життя села стає однією з головних в ідейному і політичному житті Росії. Слов'янофіли, а за ними і офіційні ідеологи вважали общину споконвічним слов'янським інститутом, однією з засад самодержавно-кріпосницького ладу, що рятує Росію від революції. Звідси «охоронна» політика самодержавства по відношенню до селянської общини (обмеження права виходу з неї та ін.), що затримувала її розкладання. А.І. Герцен і М.Г. Чернишевський, народники, навпаки, бачили в общині майже готовий осередок соціалістичного суспільства, вважали її здатною забезпечити Росії особливий шлях історичного розвитку та позбавити селянство від болісного процесу «виварювання у фабричному котлі капіталізму». Ставлення до общини було одним із питань, які розділили наприкінці XIX століття народницький і марксистський напрями російського революційного руху. Марксисти, передусім В.І. Ленін, доводили, що Росія вже вступила шлях капіталістичного розвитку та що її соціалістичне майбутнє може лише результатом революційної боротьби пролетаріату. Селянська община наприкінці XIX — на початку XX століть, як показав Ленін, залишалася «середньовічною», «архаїчною», «напівкріпацькою». Найбільш реакційними її рисами Ленін вважав «станову замкнутість», що подрібнює селян «на крихітні спілки» і підтримує «традиції відсталості, забитості та здичавілості», її «обов'язковий, тягловий характер», відсутність у селянина «права вийти з громади, права зайнятися будь-яким промислом або ділом», «кріпосницьку владу землі», тобто відсутність права відмови від землі.
В результаті так званої Великої Жовтневої соціалістичної революції все реакційне, фіскально-кріпосницьке в общинному праві було знищено. Селянська община перетворилася на вільний союз рівноправних користувачів націоналізованою землею. У ході зрівняльних переділів землі селянська община знову ожила. У 1927 на території РРФСР в общинному користуванні було 91,1% селянських земель. Община служила вихідною формою, від якої був можливий перехід і до капіталістичних форм землекористування шляхом його індивідуалізації, і до соціалістичних шляхом його колективізації. В умовах радянського суспільного устрою традиції взаємодопомоги та колективізму в громаді всіляко заохочувалися та підтримувалися. Проте традиційність і консерватизм общини перебували у непримиренному протиріччі з революційним характером процесу колективізації. Окремі елементи общинного володіння землею були відновлені у формі земельних товариств, які існували до проведення колективізації у сільському господарстві (1929—32). Община, будучи безпосереднім розподільником земель, мала значні матеріальні кошти, що збираються шляхом самооподаткування (тоді як сільські Ради самостійного бюджету не мали). Вона набувала великого впливу не тільки в господарському, а й у політичному житті селянства і в ряді випадків починала протистояти сільським Радам. Іноді Рада виявлялася підлеглим мирському сходу, у якому користувалися рівним правом голосу бідняки, середняки і кулаки. Виникла необхідність внесення докорінних змін до статуту общин, і у 1927—29 роках були прийняті закони, що забезпечили підпорядкування общин сільським Радам (затвердження рішень, що приймаються сходами, та контроль за їх виконанням, передача сільським Радам засобів самооподаткування, позбавлення куркулів права вирішального голосу на сходах та права до органів общинного самоврядування та ін.).
Суцільна колективізація сільського господарства усувала умови існування общини як сусідського об'єднання селян-одноосібників за спільним користуванням землею. Община ліквідувалася, коли 2/3 її членів вступали до колгоспу. Усі сільськогосподарські землі та майно загального користування передавалися колгоспам (зі збереженням права користування за господарствами, які не увійшли до колгоспу), несільськогосподарські землі та майно, підприємства та громадські будівлі переходили у розпорядження сільських Рад.
Малі народи Півночі Європейської частини, Сибіру, Далекого Сходу Росії і після Жовтневої революції 1917 року зберігали ще значною мірою первісне скотарське, мисливське та рибальське господарство, общинно-родовий побут. Родові збори та родові Ради — первинна організація низової ланки радянського управління, що підготовувала перехід на початку 1930-х років до територіальних осілих та кочових Рад. Примітивні форми колективного виробництва та взаємодопомоги були використані для створення найпростіших виробничих об'єднань, що охоплювали все населення громади та всі галузі її господарської діяльності. Наприкінці 1930-х років розпочався перехід об'єднань цього типу на статут колгоспів, що завершився вже після війни. Перетворення родової громади на колективне господарство проходило в порядку повільної трансформації, будучи по суті глибоко революційним процесом.
Пасовищно-кочова община скотарів Казахстану та Середньої Азії була у 1920-х роках ХХ століття різновидом сусідсько-родової общини. Первинним господарським і соціальним осередком (ячійкою) кочуючих скотарів був господарський аул, що складався з більш сімейної громади або групи родинних сімей. Група господарських аулів становила адміністративний аул, який і був общиною, що здійснювала колективний випас худоби на території, що їй належала. З середини 1920-х років почалося перетворення пасовищно-кочової громади з сусідсько-родової в сусідську сільську. Общинно-родові зв'язки та традиції надали помітний вплив і на процес колективізації скотарських господарств. Багато колгоспів виникли тут на основі і в рамках господарських аулів і тому були невеликими (10—15 сімей) і зберігали у внутрішній структурі, у виробництві та побуті ті чи інші родові засади. У побуті колгоспників Казахстану та Середньої Азії пережитки традицій та норм більш сімейної громади відзначаються досі.

### Деталізація джерел
1. 1 2 3 4 5 6 7 8 9 10 11 12 13 14 15 16  Община [Архівовано 11 серпня 2016 у Wayback Machine.] // Юридична енциклопедія : [у 6 т.] / ред. кол.: Ю. С. Шемшученко (відп. ред.) [та ін.]. — К. : Українська енциклопедія ім. М. П. Бажана, 2002. — Т. 4 : Н — П. — 720 с. — ISBN 966-7492-04-4.
2. ↑  Економічна історія: Лекції / Н.О. Тимочко, О.А. Пучко, Л.М. Рудомьоткіна та ін. — К.: КНЕУ, 2000. — 268 с. ISBN 966-574-014-8
3. 1 2  Мир // Юридична енциклопедія : [у 6 т.] / ред. кол.: Ю. С. Шемшученко (відп. ред.) [та ін.]. — К. : Українська енциклопедія ім. М. П. Бажана, 2001. — Т. 3 : К — М. — 792 с. — ISBN 966-7492-03-6.
4. 1 2 3 4  (рос.) Общинная теория [Електронний ресурс] «Большая Советская Энциклопедия (БСЭ)»
5. 1 2 3 4 5 6 7 8 9 10 11  1.7. Сільська громада та громадський побут / Історія української культури: у п'яти томах. Т.2. Українська культура ХІІІ — першої половини XVII століття / Ред. В.А. Смолій. — К.: Наук. думка, 2001.  — 848 с.
6. 1 2 3 4 5 6 7  Гурбик А.О. ГРОМАДА [Електронний ресурс] // Енциклопедія історії України: Т. 2: Г-Д / Редкол.: В. А. Смолій (голова) та ін. НАН України. Інститут історії України. — К.: В-во "Наукова думка", 2004. — 688 с.: іл.
7. ↑  Баран Я.В. ВЕРВ [Електронний ресурс] // Енциклопедія історії України: Т. 1: А-В / Редкол.: В. А. Смолій (голова) та ін. НАН України. Інститут історії України. - К.: В-во "Наукова думка", 2003. - 688 с.: іл
8. 1 2  Любченко В.Б. ВОЛОСТЬ [Електронний ресурс] // Енциклопедія історії України: Т. 1: А-В / Редкол.: В.А. Смолій (голова) та ін. НАН України. Інститут історії України. — К.: В-во "Наукова думка", 2003. — 688 с.: іл.
9. ↑  Острог // Словник української мови : в 11 т. — Київ : Наукова думка, 1970—1980.
10. ↑  Замковий туризм. Курс лекцій для студентів спеціальності «Туризмознавство» / Д.А. Каднічанський, Т.Б. Завадовський — Львів: Видавничий центр ЛНУ імені Івана Франка, 2017. — 138 с. Доступ
11. ↑  Селище // Словник української мови : в 11 т. — Київ : Наукова думка, 1970—1980.
12. 1 2  Общинна власність на землю [Архівовано 6 лютого 2017 у Wayback Machine.] // Юридична енциклопедія
13. ↑  Великий тлумачний словник сучасної української мови (з дод. і допов.) / Уклад. і голов. ред. В.Т. Бусел. — К.; Ірпінь: ВТФ «Перун», 2005. — 1728 с. ISBN 966-569-013-2 (стор.: 824) Доступ
14. ↑  Община // Словник української мови : в 11 т. — Київ : Наукова думка, 1970—1980.
15. 1 2 3 4 5 6 7 8 9 10 11 12 13 14 15 16 17 18 19 20 21 22 23 24 25 26 27 28 29 30 31 32 33 34 35 36 37 38 39 40 41 42 43 44 45  (рос.) Община [Електронний ресурс] «Большая Советская Энциклопедия (БСЭ)»
16. ↑  Великий тлумачний словник сучасної української мови (з дод. і допов.) / Уклад. і голов. ред. В.Т. Бусел. — К.; Ірпінь: ВТФ «Перун», 2005. — 1728 с. ISBN 966-569-013-2 (стор.: 262) Доступ